# Miklós Nyiszli
Miklós Nyiszli, född 17 juni 1901 i Szilágysomlyó, Österrike-Ungern, död 5 maj 1956 i Oradea, Rumänien, var en ungersk läkare av judisk börd. Tillsammans med sin hustru och dotter deporterades Nyiszli i juni 1944 till Auschwitz. Lägerledningen fick kännedom om hans yrke och Nyiszli tjänstgjorde som patolog och assistent åt chefsläkaren Josef Mengele. Nyiszli blev ögonvittne till mordapparaten i Auschwitz och kommenderades att utföra obduktioner i krematorierna. Nyiszli överlevde Förintelsen och 1946 publicerade han ögonvittnesskildringen Dr. Mengele boncolóorvosa voltam az auschwitz-i krematóriumban. En svensk översättning utgavs 2022 med titeln Jag var Mengeles patolog: en läkares ögonvittnesskildring från Auschwitz.

## Filmatiseringar
I Den grå zonen från 2001 spelas Nyiszli av Allan Corduner och i Sauls son från 2015 gestaltas han av Sándor Zsótér.